# Piscinola-Scampia (stacja metra)
Piscinola-Scampia – stacja metra w Neapolu, na Linii 1 (żółtej). 
Stacja znajduje się na Via Oliviero Zuccarini i obsługuje obszar Piscinola i Scampia.
Stacja została otwarta 19 lipca 1995.